# Robert Garnier
Robert Garnier (La Ferté-Bernard, 1544 – Le Mans, 1590) è stato un poeta e drammaturgo francese.

## Biografia
Pubblicò la sua prima opera mentre era ancora uno studente di legge a Tolosa, dove vinse un premio (1565) all'Académie des Jeux floraux. Era una raccolta di brani lirici, ora andata perduta, dal titolo Plaintes Amoureuses de Robert Garnier (1565). Dopo qualche pratica legale presso il tribunale parigino, divenne conseiller du roi au siege présidial e sénéchaussé del Maine, il suo quartiere natale, e più tardi lieutenant-général criminel. Il suo amico Lacroix du Maine narra che godette di una grande reputazione di oratore. Era un distinto magistrato, di notevole peso nella sua provincia natale, che dedicò il suo tempo libero alla letteratura, ed i cui meriti, come poeta, furono pienamente riconosciuti dalla sua generazione.
Nei suoi primi lavori fu un seguace della scuola di drammaturghi che furono ispirati dallo studio di Seneca. In queste produzioni vi è poco di strettamente drammatico se non la forma. Una sua tragedia di questo periodo è costituita da una serie di discorsi retorici sollevati da un coro lirico. Le sue opere scritte in questo genere sono: Porcie(pubblicata nel 1568 e rappresentata all'Hôtel de Bourgogne nel 1573), Cornelie e Hippolyte (entrambe rappresentate nel 1573 e stampate nel 1574) . In Porcie la morte di Cassio, Bruto e Portia sono ciascuna oggetto di una recita eloquente, ma l'azione si limita alla morte della nutrice, che sola, si lascia morire sul palco. Il suo successivo gruppo di tragedie Marc-Antoine (1578), La Troade (1579), Antigone (rappresentata e stampata nel 1580) mostrano un anticipo del teatro di Étienne Jodelle e Jacques Grévin, e delle sue opere giovanili, dove l'elemento retorico è accompagnato da abbondanza di azione, anche se questa viene realizzata unendo virtualmente due lavori indipendenti. Nel 1592 la contessa di Pembroke The Tragedy of Antonie, una traduzione in lingua inglese dell'opera di Garnier.
Nel 1582 e nel 1583 scrisse i suoi due capolavori Bradamante e Les Juives. In Bradamante, che, unico dei suoi lavori, non ha alcun coro, seguì il modello di Seneca e cercò il soggetto in Ariosto, il risultato fu quello che divenne noto in seguito come una tragicommedia. La storia drammatica e romantica diventa un vero dramma nelle mani di Garnier, ma anche lì gli amanti, Bradamante e Ruggero, non si incontrano mai sulla scena. Il contesto, nella mente di Roger, fornisce un genuino interesse drammatico alla maniera di Corneille.
Les Juives è la storia commovente della vendetta barbara di Nabucodonosor sul re ebreo Sedecia e sui suoi figli. Le donne ebree, che lamentano la sorte dei loro figli, hanno una parte principale in questa tragedia, che, pur essendo quasi interamente elegiaca nella concezione, è singolarmente ben progettato, e guadagna unità dalla personalità del profeta. (Il critico M. Faguet dice che di tutte le tragedie francesi dei secoli XVI e XVII è, con Athalie, la più ben realizzata in funzione dei requisiti per la rappresentazione. Essa è continuamente nella mente dell'autore; il dramma è, di fatto, visivamente concepito.).
Garnier deve essere considerato come il più grande poeta tragico francese del Rinascimento e il precursore del teatro barocco del XVII secolo. Ha esercitato una grande influenza sullo sviluppo della tragedia elisabettiana. Thomas Kyd è probabilmente l'autore di una traduzione in lingua inglese di Cornelie pubblicato in Inghilterra negli anni 1590.